# La Orbada
La Orbada – gmina w Hiszpanii, w prowincji Salamanka, w Kastylii i León, o powierzchni 30,58 km². W 2011 roku gmina liczyła 226 mieszkańców.